# Komlói Bányász SK (labdarúgás)
A Komlói Bányász SK egy 1922-ben létrehozott labdarúgóklub a Baranya vármegyei Komló városából. A magyar labdarúgó-bajnokság harmadosztályának Közép csoportjában szerepel.

## Története

### 1922–1935
A mintegy 22 000 lakosú észak-baranyai város első sportegyesülete 1922-ben szerveződött Komlói SC (KSC) néven. Egy évvel később, 1923-ban hozták létre az első labdarúgó csapatot, vezetőedzőként Késmárki Ákost nevezték ki, aki szabadidejében labdarúgást oktatott a fiataloknak.
Hamarosan profi edzőjük lett, Dobsa Elek. Ő hozta az első kék-fehér mezeket, melyekben ma is játszanak a KBSK sportolói, mérkőzéseiket pedig a község tulajdonát képező Halastói pályán játszották.
1931-ben felvették a Komlói Sport Egyesület nevet.

### 1936–1969
Az 1936/37 évi bajnokságban már a megyei első osztályba jutottak és 1938-ban a mai Városház tér helyén elkészült az új pálya, fedett fa lelátóval.
1948. augusztus 30-án alakult meg a Komlói Tárna Sport Egyesület és az 1949-es szezontól ezen a néven szerepelt a csapat.
A labdarúgás egyre jobban fejlődött és 1950 őszén, már NB II-es csapattal büszkélkedhettek a kis város lakói, akik közül 3500-an(!) voltak kíváncsiak az első NB II-es mérkőzésre.
1951-ben vették fel a máig is használatos Komlói Bányász Sport Klub nevet és a másodosztályban a 8. helyet szerezték meg. 1952-ben a 6. helyen végeztek, 1953-ban pedig ezüstérmet szerzett a csapat.
Ekkorra már az utánpótlás nevelés is beindult, az edzői posztra pedig a többszörös román és magyar válogatott Bodola Gyula érkezett 1954-ben. A komoly erősítéseknek is köszönhetően a Komlói Bányász megnyerte az NB II Nyugati csoportjának 1956–57-es szezonját, és története során először feljutott az első osztályba.
A történelmi NB I-es szezonra elkészült az új sportkomplexumban felépített Bányász Stadion is.
Első találkozójukat a Ferencváros ellen, a Népstadionban játszották, ahol 3–1 arányban maradtak alul. Bár voltak bravúros eredmények a szezon folyamán, (hazai pályán 3–2 arányban verték a Bozsikkal felálló Honvédot és 1–0-s győzelmet arattak Szusza Dózsája ellen a Megyeri úton), az első osztály túl nagy falatnak bizonyult és a 13. kieső helyen végeztek.
A komlói együttes a másodosztályban továbbra is az élmezőny tagja maradt, előbb 1958–59-ben a második, 1959–60-ban a harmadik, majd az 1960–61-es szezonban nagy fölénnyel végeztek a Haladás előtt, így ismét kiérdemelték az NB I-es tagságot. Ebben az évben, a Ferencváros elleni hazai 2–2-es mérkőzésre 12 000 szurkoló, a város lakosságának szinte fele látogatott ki.
Az 1963-as rövidre szervezett őszi szezonban mindössze két ponttal maradtak le a bajnoki címről.

### 1970–1971

#### Kupagyőztesek Európa-kupája
1970 nyara soha nem látott sikert hozott a KBSK labdarúgóinak, bejutottak a Magyar Népköztársasági Kupa döntőjébe, ahol ugyan 3–2 arányban elvéreztek az Újpesti Dózsa ellenében, viszont mivel a bajnokságot és a kupát is a Lilák nyerték, indulhattak a KEK 1971–72-es sorozatában.
Eufórikus hangulat uralkodott a városban. A sorsolás után kiderült, hogy a világhírű belgrádi csapat, a Crvena Zvezda együttese lesz a Bányász stadion vendége. A továbbjutás sorsa már az első mérkőzésen eldőlt, hiszen a jugoszlávok erőfölénye nagyon megmutatkozott. 2–7-re nyerték a komlói meccset. Formalitásnak tűnt a belgrádi visszavágó, viszont óriási meglepetésre 2–1-re győzött a Bányász, felkeltve ezzel egész Európa figyelmét. A győzelem koronája pedig, hogy a Crvena már öt éve veretlen volt otthonában.

#### Amerikai túra
Az ecuadori, a Costa Rica-i és a kolumbiai labdarúgó-szövetség invitálására 1971. decemberében öt mérkőzés erejéig a tengerentúlra utaztak. A bányászok küldöttsége jól vizsgázott, 2 győzelemmel és 3 döntetlennel térhettek haza.
- Erdősi, Buús
- Tallósi, Kovács, Makray, Lazaridisz, Horváth, Csordás
- Solymosi, Orsós, Tresch, Mohácsi, Egri
- Bordács, Juhász, Bencsik

### 1972–1996
A nemzetközi szereplés után, a következő szezonban a 8. helyen végeztek, majd 1973 nyarán búcsúzni kényszerültek az első osztályból.
1973–1974-ben a csapat újfent sikerrel vette a magyar kupa küzdelmeit és egészen a döntőig menetelt, ahol a Ferencváros állította meg őket.
Az NB II-ben azonban nem sikerült a régi formát felvenni és elég vegyes, felemás szezonokat produkáltak egészen 1982-ig, amikor is a NB III-ba zuhantak vissza.

### 1997–2015
Egészen 1997-ig kellett várni, amíg a csapat megnyerte az NB III-as bajnokságot, és az MLSZ által újonnan átszervezett magyar labdarúgás második osztályában, az akkori NB I/B-ben szerepelhetett a továbbiakban.
1998–99-es idényben már NB I-nek hívták a második vonalat a Professzionális Nemzeti Bajnokság létrejötte végett.
2001-ben a bánya bezárásával a labdarúgás is elhalványult.
A 2006–2007-es idényben a bajnok Kozármisleny nem vállalta a felsőbb osztályú szereplést, így másodikként sikerült újra az NB II-be jutniuk, de egy évvel később szintén a harmadosztályban találhatta magát a kék-fehér gárda.
A 2009–2010-es idényben a harmadik vonalban is csak átutazóként szerepelt a csapat, a Dráva-csoport 13. utolsó előtti helyén zárta a szezont.
A csapat talán története legrosszabb teljesítményét produkálta a 2013–2014-es NB III-as bajnokság Közép csoportjában, ahol mindössze 12 pontot szerezve az utolsó helyen végeztek. A megyei bajnokságot viszont magabiztosan nyerték meg a következő szezonban.
A 2015–2016-os harmadosztályú bajnokságban 4 pontot levontak a kékektől, így a hatodik helyen végeztek. A játékosok többsége távozott az együttestől és a 2016–2017-es bajnokságnak új vezetőedzővel felkészülő csapat keretét több helyen is új játékosokkal töltötték fel.

### Nemzetközi kupaszereplések
| Szezon  | Kupa | Forduló    | Ellenfél      | Otthon | Idegenben | Össz. |
| ------- | ---- | ---------- | ------------- | ------ | --------- | ----- |
| 1971–72 | KEK  | 1. forduló | Crvena Zvezda | 2–7    | 2–1       | 4–8   |

## Sikerei

### Hazai
- NB I negyedik helyezett: 1963
- NB II bajnoka: 1956, 1960–61

### Kupa
- Magyar kupa ezüstérmes: 1970, 1973–74

### Megyei
- Megyei bajnok: 2014–2015
- Megyei kupagyőztes: 2014–2015

### Nemzetközi
- KEK szereplés: 1971–72

## Játékoskeret
A 2020–2021-es keret
| #  |     | Poszt | Név             |
| -- | --- | ----- | --------------- |
| 1  | HUN | K     | Ernszt János    |
| 12 | HUN | K     | Kotek Tamás     |
| 12 | HUN | K     | Mónus Krisztián |
| 3  | HUN | V     | Herbert Richárd |
| 4  | HUN | V     | Nidermayer Máté |
| 8  | HUN | V     | Budai Roland    |
| 6  | HUN | V     | Balázs Dominik  |
| 10 | HUN | V     | Szabó Milán     |
| 12 | HUN | V     | Tóth Máté       |
| 13 | HUN | V     | Erdős Sándor    |
| 20 | HUN | V     | Korbuly Ákos    |

| #  |     | Poszt | Név               |
| -- | --- | ----- | ----------------- |
|    | HUN | KP    | Kis-Varga Attila  |
|    | HUN | KP    | Kilinkó Gergő     |
| 11 | HUN | KP    | Tukerics Ákos     |
| 15 | HUN | KP    | Vörös Martin      |
| 17 | HUN | KP    | Hohmann Gábor     |
| 18 | HUN | CS    | Hovorka Krisztián |
| 19 | HUN | CS    | Miltner Szabolcs  |
| 20 | HUN | CS    | Alabert Krisztián |
| 22 | HUN | CS    | Doboviczki Béni   |
|    | HUN | CS    | Bíró Csaba        |

## Ismertebb játékosok
* a félkövérrel írt játékosok rendelkeznek felnőtt válogatottsággal.
| - Augustin Bolboaca - Bánfalvi Sándor - Barta János - Bartha László - Bérczesi Ferenc - Bien József - Boday Ferenc - Bodnár László - Bordács Lajos - Buús György - Cziráki József - Csárdás József - Csordás István - Dárdai Pál - Erdősi István - Fekete László - Garami József - Gerencsér József - Göncz István - Grozdics József | - Győri János - Halász Gábor - Hammer István - Hohmann Ferenc - Juhász Tibor - Kalauz István - Kanizsai István - Kardos Ernő - Kelemen József - Kiss János - Kiss László - Kiss Sándor - Klonfár Gábor - Kohlmann Béla - Korbuly Ákos - Korcsmár Zsolt - Korom Sándor - Krausz Tibor - Krippl János - Lazaridisz Szokratesz | - Lutz György - Makray Balázs - Mács Péter - Menyhárt Kálmán - Merczel Mihály - Molnár István - Pataki László - Pataki Miklós - Pest Krisztián - Polgár József - Priol Norbert - Rónai István - Ruppert Mihály - Schuszter Roland - Seemayer Károly - Solymosi Gyula - Somodi Péter - Szatmári Sándor - Szőcs János - Toma Árpád |

## Rekordok
- Legnagyobb nézőszám: 12 000, a Ferencváros ellen, 1961.08.20.